# Takahata Seiichi

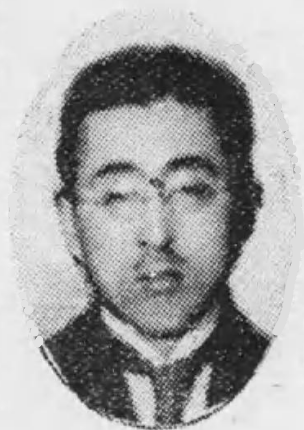
Takahata Seiichi

Takahata Seiichi (japanisch 高畑 誠一; geboren 21. März 1887 in der Präfektur Ehime; gestorben 19. September 1978) war ein japanischer Unternehmer.

## Leben und Wirken
Takahata Seiichi absolvierte die „Höhere Handelsschule Kōbe“ (神戸高等商学校, Kōbe kōtō shōgakkō), die Vorläufereinrichtung der heutigen Universität Kōbe. 1909 trat er in das Handelsunternehmen „Suzuki Shōten“ (鈴木商店) ein, deren Repräsentant in London er 1912 auf ausdrücklichen Wunsch des Firmenchefs Kaneko Naokichi (1866–1944) und 1915 Niederlassungsleiter wurde. Er sorgte für die gute Entwicklung der Firma auch durch Handel mit Drittländern. Nach der Insolvenz von Suzuki & Co. übernahm er die Handelsabteilung und gründete 1928 das Unternehmen „Nisshō“, wo er Direktor wurde.
1945 wurde Takahata Vorsitzender des Unternehmens, aus dem er 1963 ausschied. 1957 übernahm er dazu die Leitung der „Nippon Fire and Marine Insurance“ (日本火災海上保険社, Nihon kasai kaijō hoken-sha). Er publizierte 1968 auf Englisch das Buch „Industrial Japan and Industrious Japanese“, 424 Seiten.